# Niagara Falls (New York)
Niagara Falls település az Amerikai Egyesült Államok New York államában, Niagara megyében. Lakosainak száma 48 671 fő (2020. április 1.).

## Közlekedés
A települést érinti az Amtrak egyik távolsági vasúti járata is, az Empire Service.

## Népesség
| Lakosok száma | 50 193 | 49 468 | 48 671 |
|               | 2010   | 2013   | 2020   |